# Yazhou
Yazhou är ett stadsdistrikt i Sanya i Hainan-provinsen i sydligaste Kina.